# Трновець (Севниця)
Трновець (словен. Trnovec) — поселення в общині Севниця, Споднєпосавський регіон, Словенія. Висота над рівнем моря: 350,1 м.